# بيير الثاني، كونت سان بول
بيير الثاني (بالفرنسية: Pierre II de Luxembourg-Saint-Pol)‏ (حوالي.1440 - 25 أكتوبر 1482)؛ كان كونت سان بول وبريين، ومارل وسواسون.
هو الأبن البكر لـ لويس دي لوكسمبورغ، كونت سان بول وجين دي بار، كونتيسة مارل وسواسون؛ تزوج من مارغريت من سافوي شقيقة الكبرى كل من زوجة والده الثانية ماريا والملكة شارلوت زوجة لويس الحادي عشر ملك فرنسا؛ أنجبت له خمسة أبناء، ومن بينهما:-
- ماري دي لوكسمبورغ؛ تزوجت أولا من خالها جاك دي سافوي، ثم من فرانسوا، كونت فندوم هما سليل ماري، ملكة الاسكتلنديين وهنري الرابع ملك فرنسا.
- فرانسواز دي لوكسمبورغ زوجة فيليب دي كليفز، لورد رافنشتاين.